# (20952) Tydée
(20952) Tydée, désignation internationale (20952) Tydeus, est un astéroïde troyen jovien.

## Description
(20952) Tydée est un astéroïde troyen jovien, camp grec, c'est-à-dire situé au point de Lagrange L4 du système Soleil-Jupiter. Il présente une orbite caractérisée par un demi-grand axe de 5,179 UA, une excentricité de 0,084 et une inclinaison de 10,0° par rapport à l'écliptique.
Il est nommé en référence au personnage de la mythologie grecque Tydée, acteur du conflit légendaire de la guerre de Troie.

## Compléments